# Afrolidia singularis
Afrolidia singularis är en insektsart som beskrevs av Nielson 1982. Afrolidia singularis ingår i släktet Afrolidia och familjen dvärgstritar. Inga underarter finns listade i Catalogue of Life.